# SN 1998ba
SN 1998ba – supernowa typu Ia odkryta 22 marca 1998 roku w galaktyce A134336+0219. W momencie odkrycia miała maksymalną jasność 22,30m.